# Megalonema orixanthum
Megalonema orixanthum es una especie de pez de la familia Pimelodidae en el orden de los Siluriformes.

## Morfología
Los machos pueden llegar alcanzar los 11,6 cm de longitud total.
- Número de  vértebras: 43-45.[2]

## Hábitat
Es un pez de agua dulce. y de clima tropical.

## Distribución geográfica
Se encuentran en Sudamérica: cuenca del río Orinoco en Colombia y Venezuela.